# De Banca
I De Banca, o semplicemente Banca, furono una famiglia nobiliare genovese.

## Storia
Originari dell'area di Rapallo, una volta stabilitisi a Genova furono, nel 1359, tra le famiglie fondatrici dell'albergo Giustiniani. Essi erano presenti, oltre che a Genova, a Roma ed a Chio.
I principali della famiglia che vissero ed operano a Genova furono Pietro Francesco, senatore della Repubblica di Genova dal 1586, Brizio Giustiniani, eletto doge nel 1775 ed Agostino Giustiniani, erudito e vescovo di Nebbio. Nonno di Agostino fu Andreolo, antiquario e scrittore, nativo e residente dell'isola greca di Chio.
Andrea Giustiniani Banca venne creato marchese di Bassano Romano da Innocenzo X nel 1605.

## Arma
L'arma della famiglia De Banca era d'azzurro alla banda scaccata di tre file d'argento e di nero.